# Horologion
L’Horologion (in greco antico e moderno  Ὡρολόγιον; Lingua slava ecclesiastica: Часocлoвъ, Chasoslov; romeno: '"Ceaslov), o Libro delle ore è lo "schema liturgico"  (in greco ἀκολουθίαι, akolouthiai) del Servizio Divino, che ogni giorno la Chiesa ortodossa e la Chiese cattoliche di rito orientale celebrano nei luoghi di culto.
All'interno di questo insieme di letture, canti e preghiere, che non mutano durante l'anno liturgico, sono presenti alcune parti del servizio che cambiano quotidianamente, ripetendosi secondo un ciclo pluriennale.
La parola greca horologion (latini: horologium) letteralmente significa "ciò che dice l'ora", strumento come poteva essere la meridiana posta sulla Torre dei venti di Atene.

## Descrizione

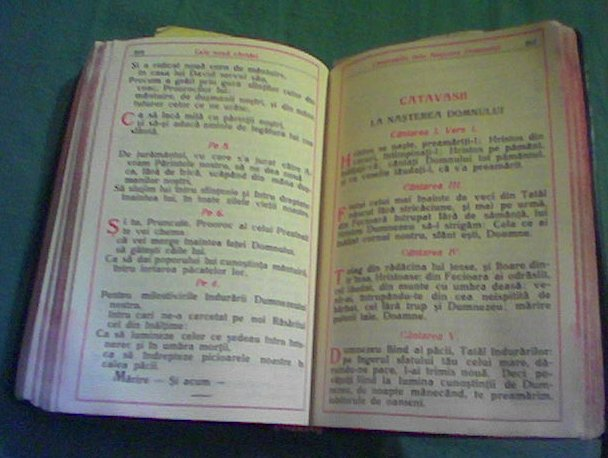
Horologion in lingua romena

In primo luogo, l’Horologion  è un libro utilizzato dal lettore e dai cantori, e in questo si distingue dall' Euchologion letto dal sacerdote e dal diacono.
La versione più completa è l’Horologion Maggiore (greco: Ὡρολόγιον τò μέγα, Horologion to mega; Slavo: Великий Часословъ, Velikij Chasoslov, Romeno: Ceaslovul Mare), molto diffuse nelle Chiese di lingua greca. Contiene la parte fissa delle ore canoniche: Vespri, Compieta (Maggiore, e Minore), il  Mesonýtikon (Μεσονύκτικον, che nel typicon vigente è possibile unire al Mattutino che lo precede, o all'Ora Prima che lo segue), il Mattutino, l'Ora media (prima, terza e sesta), le Inter-ore, le Typica,  alcune preghiere famigliari da dirsi prima dei pasti. Le parti del lettore o del cantore sono riportate per intero, mentre quelle del sacerdote e del diacono sono abbreviate (e già scritte nell’Euchologion).
L’Horologion Maggiore contiene una lista di santi celebrati durante l'anno (così come le Troparia e i Kontakia), selezionati per le Domeniche, per le festività liturgiche la cui data esatta varia da un anno al successivo (Menaion, Triodion, Pentacostarion), per alcuni Canoni (inni dei riti cristiani di Oriente) e servizi devozionali.
Esistono versioni più brevi dell’Horologion, che presentano per esteso le "parti fisse" dell'Ufficio Divino del giorno, mentre abbreviano tutti gli altri testi (già presenti negli altri libri liturgici). Simili testi di solito hanno la Preghiera del Giorno e della Sera, l'ordine di preparazione alla Santa Comunione, e alcune preghiere da recitare dopo essersi comunicati.